# Prasville
Prasville és un municipi francès, situat al departament de l'Eure i Loir i a la regió de Centre – Vall del Loira. L'any 2007 tenia 329 habitants.

## Demografia

### Població
El 2007 la població de fet de Prasville era de 329 persones. Hi havia 142 famílies, de les quals 36 eren unipersonals (32 homes vivint sols i 4 dones vivint soles), 49 parelles sense fills, 45 parelles amb fills i 12 famílies monoparentals amb fills.
La població ha evolucionat segons el següent gràfic:
Habitants censats

### Habitatges
El 2007 hi havia 178 habitatges, 140 eren l'habitatge principal de la família, 27 eren segones residències i 11 estaven desocupats. 171 eren cases i 4 eren apartaments. Dels 140 habitatges principals, 123 estaven ocupats pels seus propietaris, 16 estaven llogats i ocupats pels llogaters i 1 estava cedit a títol gratuït; 4 tenien una cambra, 12 en tenien dues, 19 en tenien tres, 31 en tenien quatre i 73 en tenien cinc o més. 112 habitatges disposaven pel capbaix d'una plaça de pàrquing. A 59 habitatges hi havia un automòbil i a 71 n'hi havia dos o més.

### Piràmide de població
La piràmide de població per edats i sexe el 2009 era:
| Homes | Edats   | Dones |
| ----- | ------- | ----- |
| 0     | 95 o +  | 0     |
| 0     | 90 a 94 | 2     |
| 3     | 85 a 89 | 5     |
| 3     | 80 a 84 | 3     |
| 5     | 75 a 79 | 10    |
| 4     | 70 a 74 | 7     |
| 8     | 65 a 69 | 7     |
| 9     | 60 a 64 | 8     |
| 6     | 55 a 59 | 10    |
| 10    | 50 a 54 | 7     |
| 12    | 45 a 49 | 11    |
| 12    | 40 a 44 | 7     |
| 16    | 35 a 39 | 12    |
| 3     | 30 a 34 | 10    |
| 7     | 25 a 29 | 5     |
| 11    | 20 a 24 | 4     |
| 11    | 15 a 19 | 12    |
| 10    | 10 a 14 | 13    |
| 8     | 5 a 9   | 6     |
| 10    | 0 a 4   | 7     |

## Economia
El 2007 la població en edat de treballar era de 210 persones, 158 eren actives i 52 eren inactives. De les 158 persones actives 150 estaven ocupades (91 homes i 59 dones) i 8 estaven aturades (2 homes i 6 dones). De les 52 persones inactives 18 estaven jubilades, 12 estaven estudiant i 22 estaven classificades com a «altres inactius».

### Ingressos
El 2009 a Prasville hi havia 155 unitats fiscals que integraven 390 persones, la mediana anual d'ingressos fiscals per persona era de 17.784 €.

### Activitats econòmiques
Dels 12 establiments que hi havia el 2007, 3 eren d'empreses extractives, 1 d'una empresa de construcció, 5 d'empreses de comerç i reparació d'automòbils, 1 d'una empresa de transport i 2 d'empreses de serveis.
Dels 2 establiments de servei als particulars que hi havia el 2009, 1 era un taller de reparació d'automòbils i de material agrícola i 1 guixaire pintor.
L'únic establiment comercial que hi havia el 2009 era una botiga d'equipament de la llar.
L'any 2000 a Prasville hi havia 10 explotacions agrícoles que ocupaven un total de 762 hectàrees.

## Equipaments sanitaris i escolars
L'únic equipament sanitari que hi havia el 2009 era una farmàcia.

## Poblacions més properes
El següent diagrama mostra les poblacions més properes.